# Biserica de lemn din Jgheaburi

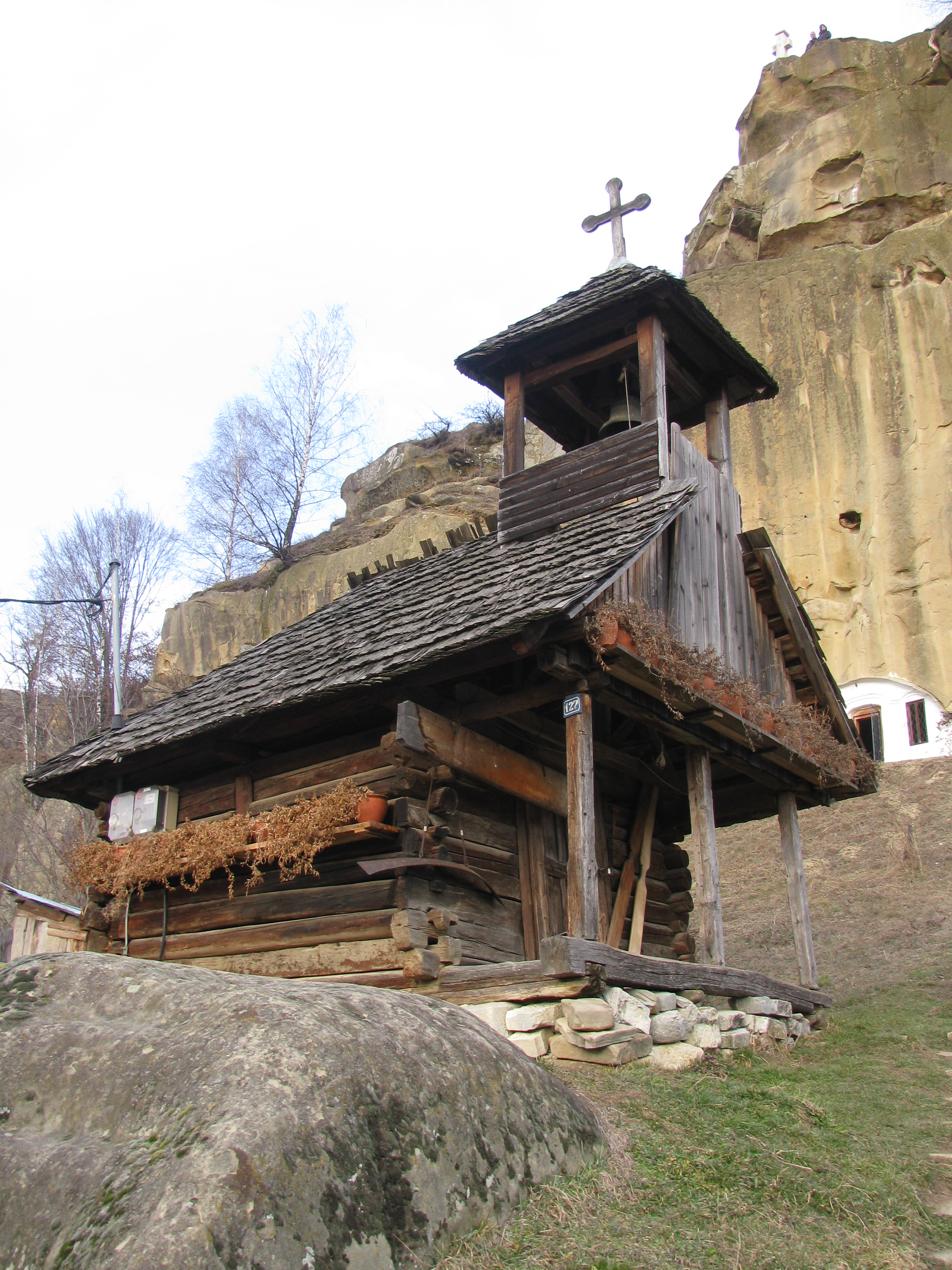
Bisericuţa de lemn din Jgheaburi, județul Argeș. Foto: martie 2009

Bisericuța de lemn din Jgheaburi, comuna Corbi, județul Argeș, datează din secolul al XVIII-lea.  Biserica este înscrisă pe noua listă a monumentelor istorice, LMI 2004:  AG-II-m-A-13710.05, ca parte din Mănăstirea Corbii de Piatră.

## Imagini din exterior

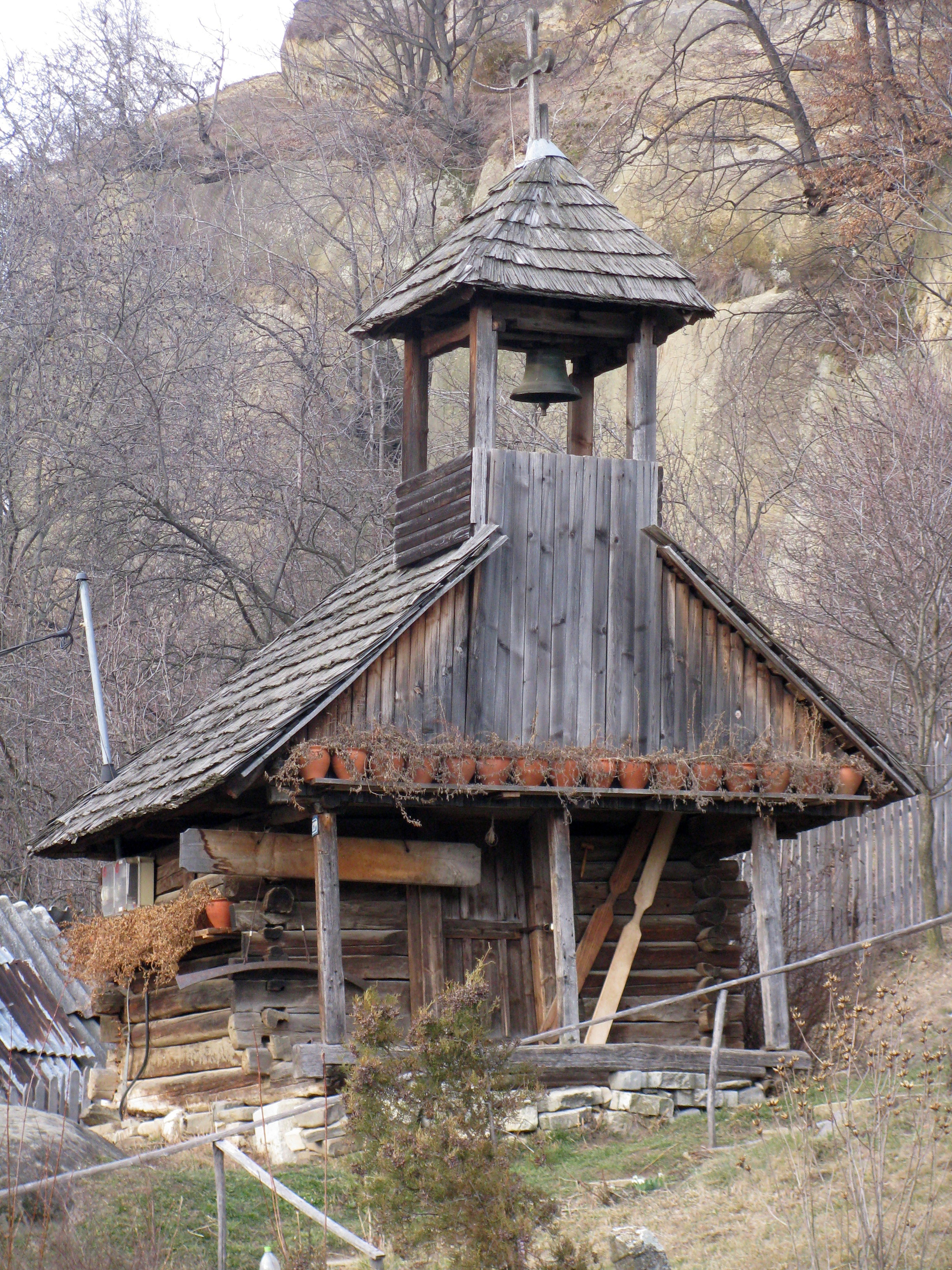
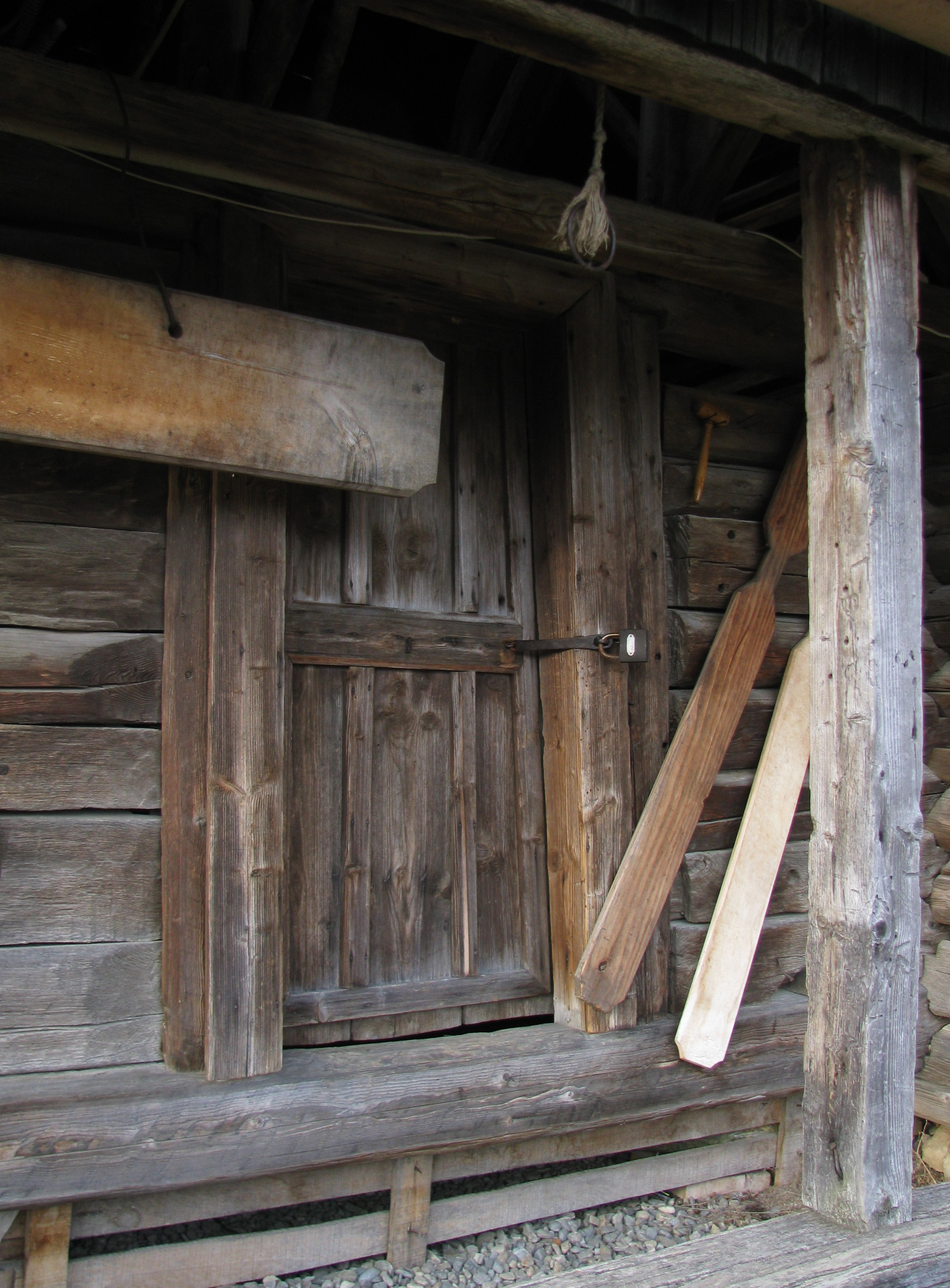
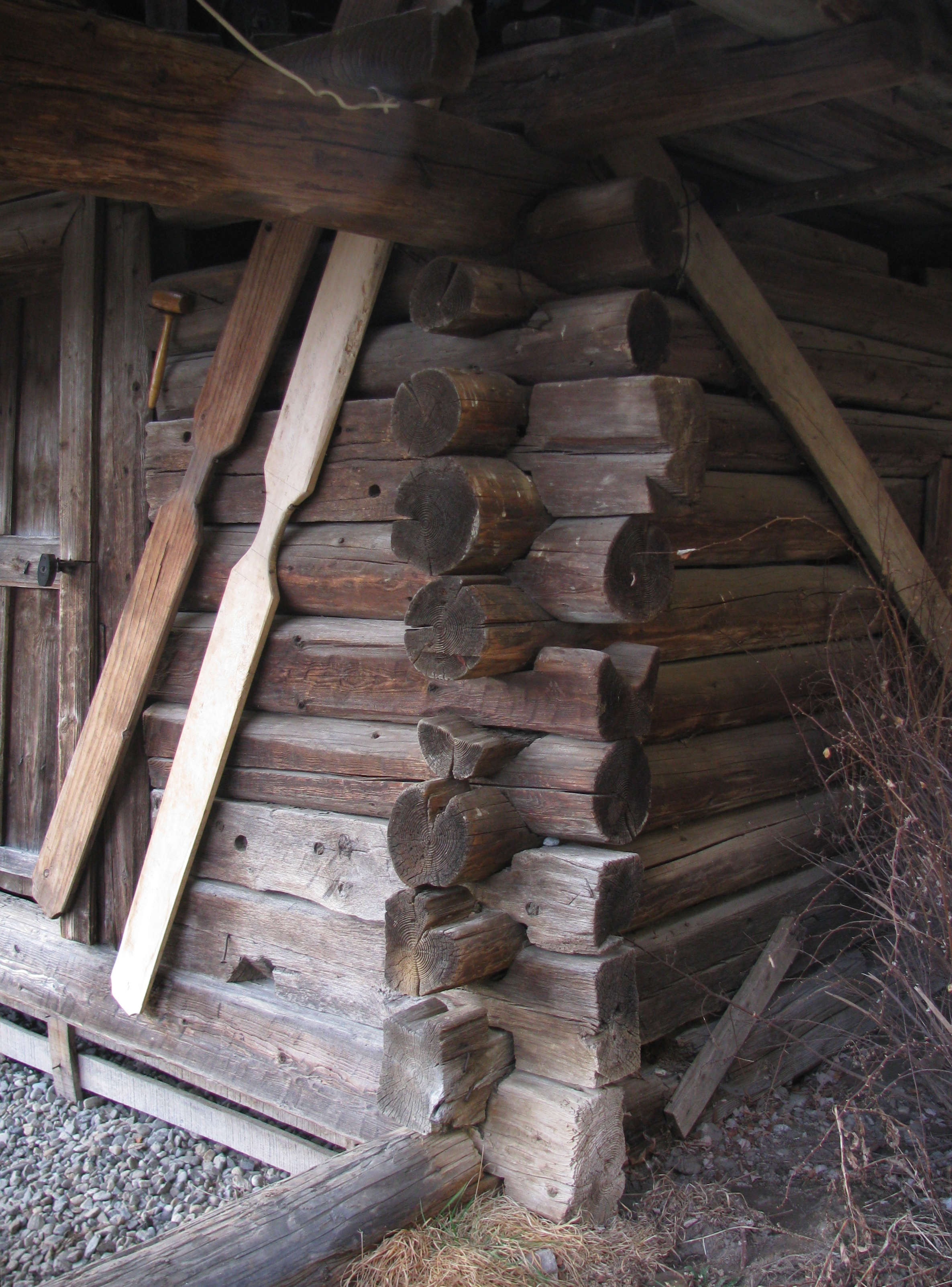
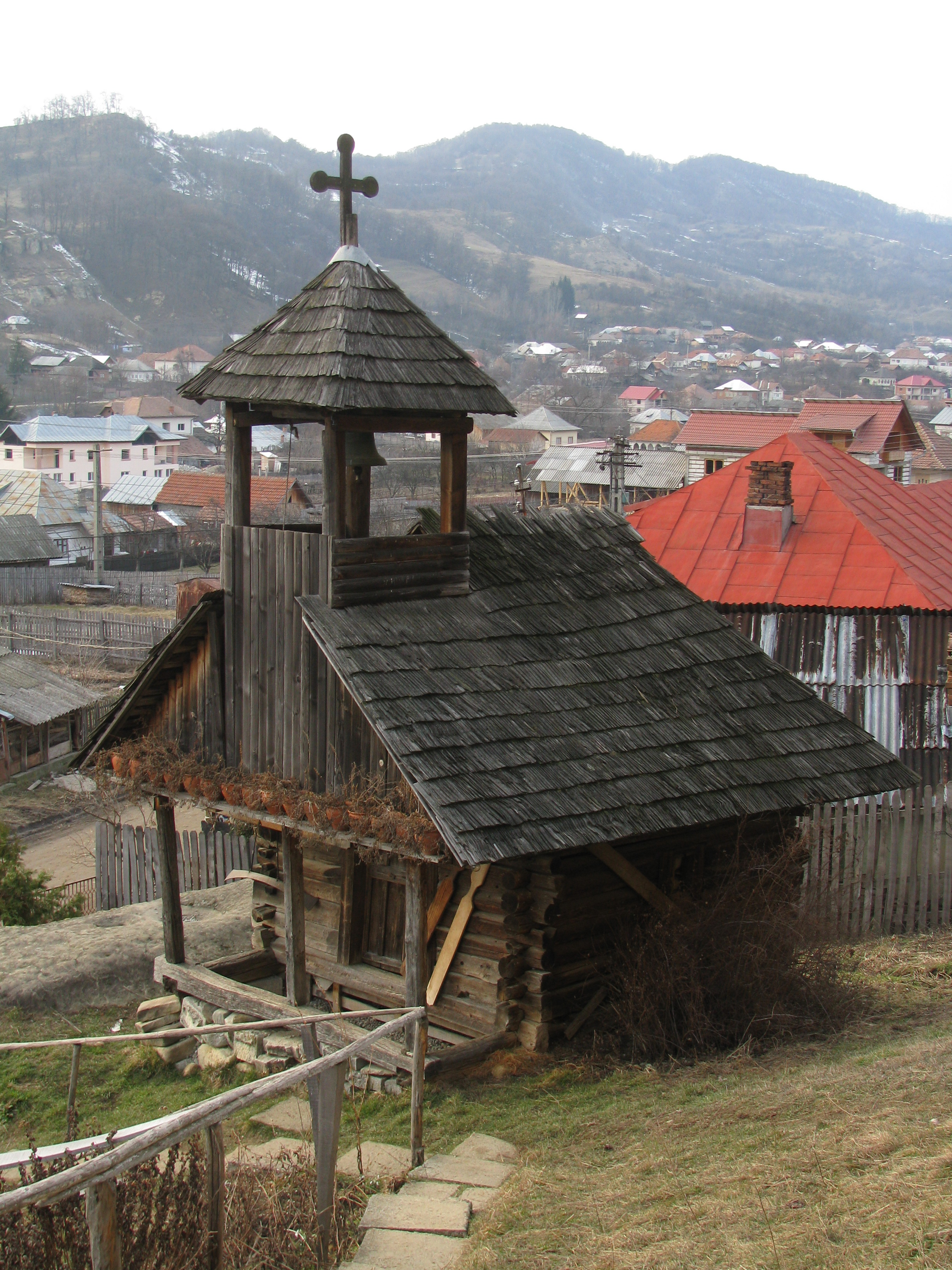
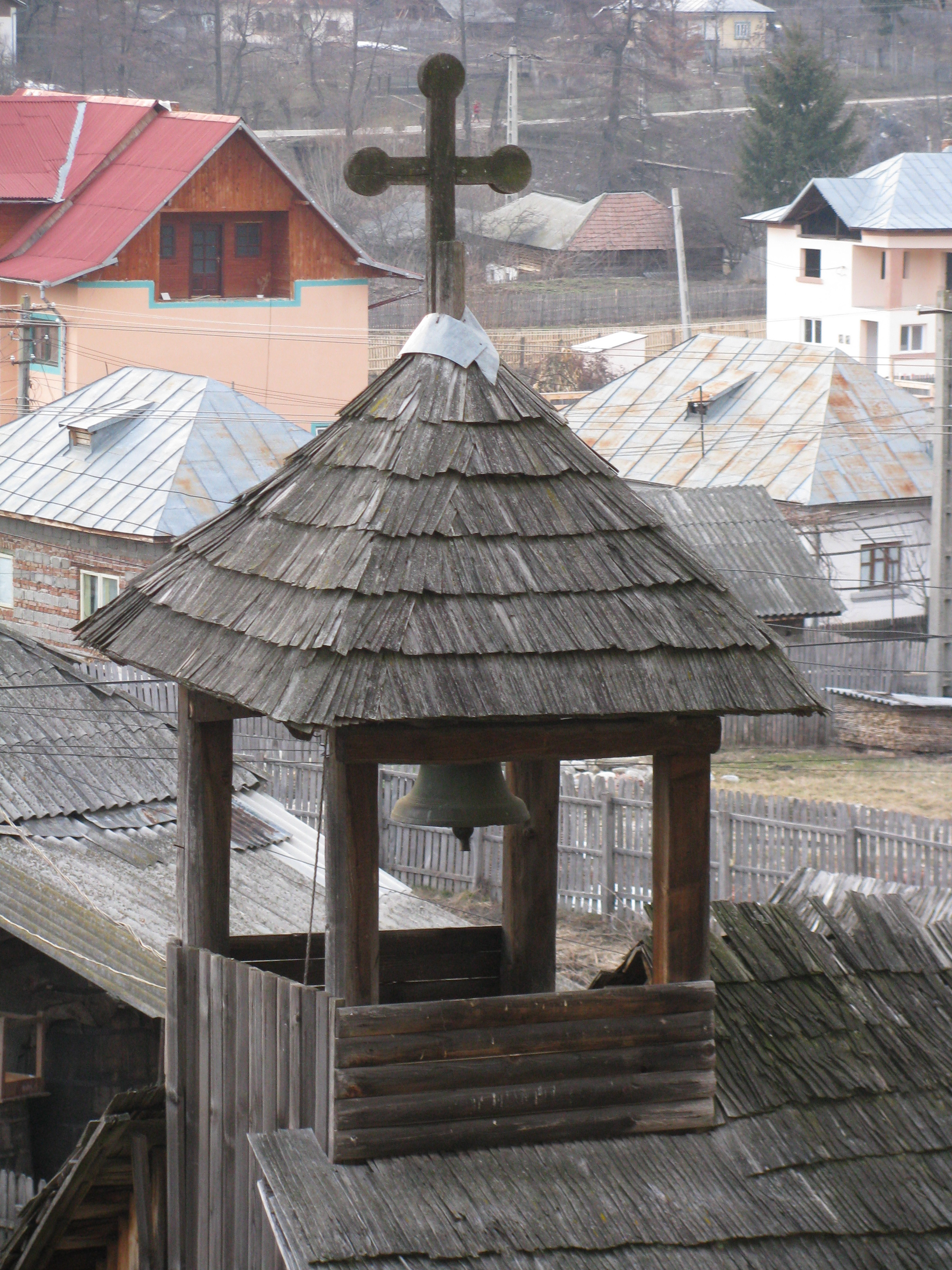